# Technische Universiteit Tallinn
De Technische Universiteit Tallinn (Estisch: Tallinna Tehnikaülikool), sinds 2018 ook bekend onder de naam TalTech, is de enige Estische universiteit gespecialiseerd in opleidingen op het gebied van technologie. Het is tevens een van de drie belangrijkste instellingen voor hoger onderwijs in Estland. De universiteit is gevestigd in Tallinn.
De universiteit is niet verbonden met de Universiteit van Tallinn, die in 2005 werd opgericht. Ze heeft naast haar vestiging in Tallinn ook colleges in Kuressaare en Kohtla-Järve.

## Geschiedenis
Begin 20e eeuw ontstond in Estland het besef dat er behoefte was aan lokaal opgeleide technische specialisten, wier opleiding aan zou sluiten op de lokale omstandigheden en behoeften. Tot dan toe kregen inwoners van Estland hun opleiding hiervoor in Sint-Petersburg, Duitsland, of Riga.
Op 17 september 1918 werd de eerste Estische techniekschool geopend. Hoewel deze school pas later de status van universiteit kreeg, wordt deze datum toch gezien als de oprichtingsdatum van de Technische Universiteit Tallinn. Er werden opleidingen aangeboden in mechanische, elektrische, civiele en hydraulische technologie, scheepsbouwkunst en architectuur. In 1920 werd de school een overheidsinstelling.
Op 15 september 1936 kreeg de school de status van universiteit en de nieuwe naam werd het Technisch Instituut van Tallinn. Dit instituut kende twee faculteiten: civiele en mechanische techniek, en chemie en mijnbouw. In 1938 kreeg de universiteit haar huidige naam. In 1940 werd de faculteit economie opgericht, gevolgd door de faculteit elektrotechniek in 1958 en de faculteit controletechniek in 1965.
Op 1 juli 2008 fuseerde de universiteit met de Internationale Universiteit Audentes (IUA).
Thans bestaat de universiteit uit vier faculteiten en de Estische Maritieme Academie (Eesti Mereakadeemia), die eveneens de status van faculteit heeft en in 2014 in de instelling werd opgenomen. De universiteit heeft filialen in Tartu en Kohtla-Järve.

## Faculteiten
- Engineering
- Economie
- Natuurwetenschappen
- Informatietechnologie
- Estische Maritieme Academie

## Instituten
- Certificatiecentrum
- Instituut voor Geologie
- Instituut voor marinesystemen
- Technomedicum